# كيني لي
كيني لي هو سائق سباق ماليزي، ولد في 30 يوليو 1978 في كوالالمبور في ماليزيا.

## وصلات خارجية
- كيني لي على موقع DriverDB.com (الإنجليزية)